# Миогени механизам
Миогени механизам је начин на који артерије и артериоле реагују на повећање или смањење крвног притиска и тиме одржале константан проток крви унутар крвног суда. Миогени одговор се односи на контракцију коју покреће сам миоцит уместо спољашње појаве или стимулуса као што је инервација нерва. Најчешће се примећује (иако није на то нужно ограничено) у артеријама мањег отпора, у којима  овај „базални“ миогени тонус може бити користан у регулацији протока крви у органима и код периферног отпора, јер позиционира крвни суд у преконстриковано стање које омогућава другим факторима да изазову додатну констрикцију или дилатацију како би повећали или смањили проток крви.
Глатки мишићи крвних судова реагују на истезање мишића отварањем јонских канала, што узрокује деполаризацију мишића, а то доводи до контракције мишића. Ово значајно смањује запремину крви која може да прође кроз лумен, што смањује проток крви кроз крвни суд. Алтернативно, када се глатки мишићи у крвном суду опусте, јонски канали се затварају, што резултира вазодилатацијом крвног суда; ово повећава брзину протока кроз лумен крвног суда.
Овај систем је посебно значајан у бубрезима, где је брзина гломеруларне филтрације (брзина филтрације крви кроз нефрон) посебно осетљива на промене крвног притиска. Међутим, уз помоћ миогеног механизма, брзина гломеруларне филтрације остаје неосетљива на промене људског крвног притиска.
Миогени механизми у бубрегу су део механизма ауторегулације који одржава константан бубрежни проток крви при променљивом артеријском притиску. Истовремена ауторегулација гломеруларног притиска и филтрације указује на регулацију прегломеруларног отпора. На моделима и у експерименталним студијама су спроведена истраживања како би се проценила два механизма у бубрегу, миогени одговор и тубулогломеруларна повратна спрега. Математички модел је показао добру ауторегулацију кроз миогени одговор, усмерен на одржавање константне тензије зида крвног суда у сваком сегменту прегломеруларних крвних судова. Док је тубулогломеруларна повратна спрега дала прилично лошу ауторегулацију. Миогени механизам је показао „силазне“ промене отпора, почевши од већих артерија, и сукцесивно утичући на низводне прегломеруларне крвне судове при повећању артеријског притиска. Овај налаз је поткрепљен микропунктурним мерењима притиска у терминалним интерлобуларним артеријама. Доказ да је миогени механизам  добијен излагањем бубрега субатмосферском притиску од 40 mmHg показао је тренутно повећања бубрежног отпора, што се није могло спречити денервацијом или различитим блокирајућим средствима.

## Механизми иницијације миогеног одговора
Покретање или развој миогеног одговора одвија се путем јонских и ензимских механизама, који оба повећавају интрацелуларни калцијум.. Повећан притисак узрокује деполаризацију мембране глатких мишићних ћелија и прилив калцијума путем отварања напонски контролисаних калцијумових канала (Cav ).. Посебно су Cav 1.2 истакнути калцијумови канали који су укључени, али у неким сегментима васкулатуре, као што су мале паренхимске артериоле, могу учествовати и други Cav канали . Повећање интрацелуларног калцијума повећава фосфорилацију лаког ланца миозина (MLC) и промовише вазоконстрикцију. Уклањање екстрацелуларног калцијума укида миогени одговор,
што указује на истакнуту улогу прилива калцијума у покретању миогеног одговора. Иако је улога Cav канала у покретању миогеног одговора добро утврђена, примарни стимулус или сензор који претвара промену притиска (механички догађај) у деполаризацију и вазоконстрикцију нису јасни. Напетост зида је предложена као стимулус за покретање миогеног одговора јер је показано да је у корелацији са променама ћелијског калцијума и фосфорилације MLC, веза која није виђена са пречником.. Катјонски канали активирани истезањем, укључујући канале пролазног рецепторског потенцијала (TRP), сматрају се сензором којим притисак изазива деполаризацију,, иако се Cav канали могу активирати и директно трансмуралним притиском.. Поред тога, хлоридни канали такође могу учествовати у деполаризацији глатких мишића изазваној притиском јер њихова активација повећава улазну струју, узрокујући деполаризацију. Поред јонских механизама, постоје докази о другим факторима укљученим у механотрансдукцију током развоја миогеног тонуса, укључујући интегрине и динамику актинског цитоскелета, И интегрини и TRP канали су повезани са актинским цитоскелетом,пружајући везу којом сви ови процеси могу да интерагују како би претворили притисак или истезање у деполаризациони и контрактилни одговор.

## Механизми миогене реактивности
Вазоконстрикција повезана са развојем тонуса разликује се у многим аспектима од одговора крвног суда на притисак када је тонус присутан. Током ове фазе, повећање интраваскуларног притиска не мења значајно пречник крвног суда и може изазвати даље сужење.Зид крвног суда се укрућује због појачане фосфорилације и контракције МЛЦ, што је додатно појачано полимеризацијом актина. Мало је вероватно да је напетост или истезање стимулус за сужење током ове фазе, јер се напетост зида заправо повећава због повишеног притиска, а не смањује како модел предвиђа са развојем тонуса. Још једна фундаментална разлика од иницијације тонуса је у томе што постоји мала промена калцијума у глатким мишићима, али се осетљивост на калцијум повећава током миогене реактивности. Када је калцијум блокиран излагањем високом екстрацелуларном калцијуму или у пермеабилизованим препаратима артерија, миогена реактивност је и даље присутна. Постоји неколико механизама којима притисак индукује осетљивост на калцијум у глатким мишићима, укључујући активацију путева протеин киназе C (PKC) и RhoA-Rho киназе.